# Gerard Ziegeler
Gerrit Hendrik (Gerard) Ziegeler (Stad Almelo, 28 juli 1894 - Veldhoven, 4 juni 1985) was een Nederlands voetballer.

## Biografie
Gerard Ziegeler was de jongste zoon van de koopman Gerrit Hendrik Ziegeler en Hendrika Christina Helderman.
Hij was keeper van AFC Ajax in de periode tussen 1911 en 1917. Zijn eerste wedstrijd voor Ajax speelde hij op 5 november 1911 tegen Haarlem. Hij verdedigde in die tijd 51 maal het doel van de Amsterdamse club. Hij werd opgevolgd door Jan Smit. In 1938 werd hij benoemd tot Lid van Verdienste van Ajax.
Hij trouwde op 12 mei 1921 met Apolonia Rika (Lona) Verschelden (1896-1990). Zijn neef Gerard Bruins speelde tussen 1946 en 1953 ook als voetballer voor Ajax.
Overleed op 4 juni 1985 op 90-jarige leeftijd.